# Авидзба, Ахра Русланович
А́хра (Ахрик) Русла́нович А́видзба (абх. Ахра Руслан-иԥа Аҩӡба; позывной «Абхаз»; род. 27 января 1986, Сочи, Краснодарский край, РСФСР, СССР) — политический активист частично признанной Республики Абхазия, участник войны в Донбассе, командир интернациональной бригады «Пятнашка», герой Донецкой Народной Республики. Активный участник политического кризиса в Абхазии 2020 года, завершившегося отставкой президента Хаджимбы.

## Биография
Родился 27 января 1986 года в Сочи. Отец родом из села Аацы Гудаутского района Абхазской АССР, мать из села Лыхны, также Гудаутского района. Отец и два дяди Ахры воевали за независимость Абхазии. Авидзба переехал в Абхазию в 2011 году после окончания учёбы в Сочинском филиале РУДН.
Живёт в Абхазии и на Украине, на территории контролируемой Донецкой Народной Республикой (ДНР).
Дважды неудачно баллотировался в абхазский парламент.
В 2008 году отправился добровольцем в Южную Осетию для участия в войне на стороне непризнанной республики, но участия в боевых действиях не принимал.

### Война в Донбассе
Летом 2014 года уехал в Донбасс, собрав отряд добровольцев из 20 человек. 27 июля 2014 года вступил в батальон «Оплот» (ныне 5-я ОМСБр «Оплот» Народной милиции ДНР). Создал и был первым командиром интернационального отряда, батальона, затем бригады «Пятнашка» (ныне 2-й отряд полка специального назначения Минобороны ДНР). По его собственным словам, участвовал в боях за Саур-Могилу, Иловайск, Марьинку, а также в боях в районе Дебальцево и в Донецком аэропорту.

### Кризис в Абхазии
В конце 2019 — начале 2020 годов во время политического кризиса в Абхазии возглавил уличные акции, закончившиеся отставкой президента Рауля Хаджимбы и повторными выборами президента.
В ноябре 2019 года Ахра срочно прибыл из Донбасса в Абхазию разбираться после убийства 22 ноября в сухумском ресторане «Сан-Ремо» двух криминальных авторитетов, одним из которых был его двоюродный брат Алхас Авидзба по кличке Хасик. Сплотив родственников и единомышленников, Ахра Авидзба смог добиться увольнения 2 декабря главы МВД и генпрокурора Абхазии, а также их заместителей. 9 января 2020 года Ахра стал главным организатором протестов в Сухуме, в этот день Верховный суд Республики Абхазия начал рассматривать апелляцию проигравшего кандидата Квициниа на решение суда по его жалобе на легитимность сентябрьских президентских выборов в Абхазии. Авидзба вывел сотни протестующих людей, собравшихся у суда, к зданию администрации президента, вскоре они при безучастном отношении защищавшего здание спецназа и милиционеров ворвались внутрь. Затем Авидзба прибыл в суд и убедил находившихся там лидеров абхазской оппозиции присоединиться к «народу». Вечером 12 января около входа в здание администрации президента Абхазии Авидзба выступил на митинге перед двумя сотнями сторонников, где напомнил протестующим, что 13 января отмечается важный для абхазов национальный праздник — День сотворения мира. В зажигательной речи Авидзба убедил собравшихся, что именно президент Хаджимба является виновником событий, «он нас всех держит, не даёт возможности разойтись». Ахра призвал протестующих не брать из дома оружия, обвинил Хаджимбу в «посягательстве на святое» и пригрозил преследовать его по всей Абхазии. Вскоре укрывшийся на госдаче Хаджимба подал в отставку. На 22 марта были назначены новые президентские выборы, на которых победил лидер оппозиции Аслан Бжания.
По оценке «Новой газеты» в январе 2020 года, Ахра Авидзба в дни протестов стал самым известным представителем молодёжи в Абхазии. Он рассматривался как возможный кандидат на пост министра внутренних дел Республики Абхазии после сформирования нового правительства.

### Отставка
11 июня 2020 года Ахра Авидзба указом президента Абхазии Аслана Бжании был назначен его помощником по международным связям.
7 августа 2020 года при въезде в Абхазию с территории Российской Федерации Авидзба протаранил своим автомобилем пограничный шлагбаум, поскольку российские пограничники отказывались выпустить его из-за невыплаченных долгов. Это поведение Авидзбы вызвало резонанс, в силу которого два месяца спустя он добровольно вернулся в РФ, где был сперва арестован на десять суток за неподчинение требованиям пограничников, а затем 26 октября оштрафован на 100 тысяч рублей за незаконное пересечение государственной границы России. После этого 9 ноября Авидзба заявил о своём уходе в отставку «в связи с утратой веры в наше общее дело и дальнейшей целесообразности моей работы в политической команде, противоречащей своим декларативным заявлениям и в реальности не предпринимающей необходимых действий». Затем вернулся на Донбасс.

### Уголовное дело
4 марта 2021 года Авидзба был арестован в Сухуме во время допроса в службе госбезопасности, куда он явился самостоятельно. Он обвинялся по статье о незаконном хранении оружия с группой лиц по предварительному сговору. Ему грозило от двух до шести лет лишения свободы. С ним арестованы пятеро иностранцев:
- Станислав Культа из Одессы (позывной «Гамбит») — гражданин Украины, участник событий 2 мая 2014 года в Одессе, вызывался на допрос в СБУ, воевал на стороне ДНР в отряде «Моторолы».
- Талех Гасанов — гражданин Украины, житель Донецка.
- Аслан Гуатижев — гражданин России, бывший оперуполномоченный ОВД Нальчика.
- Андрей Локтионов — гражданин Украины. Бывший директор по безопасности Ясиноватского машиностроительного завода.
- Владимир Щербаков — гражданин Украины, житель Донецка, отпущен по решению суда 9 марта.

11 июня 2021 года Ахра Авидзба по обвинению в незаконном хранении оружия был приговорен судом Гулрыпшского района к трем годам лишения свободы условно с испытательным сроком в два года и штрафу в 10 тысяч рублей.

## Семья
Дважды женат. Вторая жена — Юлия Овчаренко из Донецка, с которой Авидзба познакомился в сентябре 2014 года. Отец пятерых сыновей, в том числе двоих от первого брака, старшему — 11 лет, младшему — три года.

### Алхас Авидзба
Двоюродный брат Ахры Авидзба — Алхас Авидзба (Хасик Гудаутский), уроженец Гудауты, известный в Абхазии «вор в законе». 22 ноября 2019 года в сухумском ресторане «Сан-Ремо» было совершено нападение, в результате которого погибли Алхас Авидзба и ещё один вор в законе Астамур Шамба (Астик). В ходе нападения была тяжело ранена официантка Доминика Акиртава, скончавшаяся в больнице 3 декабря. Обвиняемыми были названы несколько деятелей сухумского преступного мира — Эрик Чкадуа, Беслан Бганба, Аслан Блабба, братья Дато и Демур Ахалая.
Это убийство привело к массовым протестам и ряду отставок — свои посты покинули генеральный прокурор Зураб Ачба и его заместитель Ешсоу Какалия, а также министр внутренних дел Гарри Аршба и его заместитель Казбек Кишмаков. В январе 2020 года в отставку подал и президент Абхазии Рауль Хаджимба.
30 апреля 2021 года обвинительное заключение по делу о тройном убийстве было передано в Верховный суд Абхазии. Все пятеро обвиняемых оказались на скамье подсудимых.

## Награды
- Герой Донецкой Народной Республики[18].
- Орден Мужества (Абхазия)
- Георгиевский крест (ДНР)
- Медаль «За боевые заслуги» (ДНР)
- Медаль «За оборону Шахтёрска» (ДНР)
- Медаль «Воин-интернационалист» (ДНР)
- Орден «Офицерская доблесть»
- Медаль «За укрепление боевого содружества» (Минобороны России)